# Asita
Asita était le prêtre du grand-père de Gautama Bouddha et le professeur du père de ce dernier, Shuddhodana, aux alentours du VIe siècle av. J.-C. Lors d'une méditation, une technique où il excellait, il apprit que le fils du roi serait le futur Bouddha, illuminé durant sa vie terrestre.